# Henry Roughton Hogg
Pour les articles homonymes, voir Hogg.
Henry Roughton Hogg est un arachnologiste amateur britannique, né en 1850 et mort le 1er décembre 1923 à Londres.

## Biographie
Il fait ses études au Christ’s College de Cambridge où il obtient son Bachelor of Arts en 1868 et son Master of Arts en 1873. Il s’installe en Australie et y reste jusqu’en 1892. Durant ses loisirs, Hogg étudie les araignées d’Australie et devient alors spécialiste de l’aranéofaune de ce continent ainsi que de la Nouvelle-Zélande. Il lègue ses collections au Natural History Museum de Londres.

## Source
- Pierre Bonnet (1945). Bibliographia araneorum, Les frères Doularoude (Toulouse).
- Notices d'autorité :   - VIAF
  - IdRef
- Ressources relatives à la recherche :   - Biodiversity Heritage Library
  - ZooBank